# Spazz
Spazz war eine kalifornische Musikgruppe, die von 1992 bis 2000 existierte und zu den einflussreichsten Bands des Powerviolence zählt.

## Geschichte
Spazz wurde 1992 von Dan Bolleri (Ex-Mitglied von Sheep Squeeze), Chris Dodge (Ex-Mitglied von No Use for a Name) und Max Ward (Ex-Mitglied von Plutocrazy) in Redwood City gegründet. Dodge, der anfangs hauptberuflich bei Fat Wreck Chords arbeitete, war Betreiber des Labels Slap A Ham Records, auf dem viele der frühen Powerviolence-Bands veröffentlichten. Slap A Ham veranstaltete ein Powerviolence-Festival namens Fiesta Grande, im Rahmen dessen erstmaligen Stattfindens 1992 Bolleri, Dodge und Ward aufeinandertrafen. Die Band gab sich zunächst den Namen Gash, änderte diesen jedoch nach kurzer Zeit in Spazz um, eine Verballhornung des englischen Wortes für Spastik. Spazz zählen zu den Vorreitern der zweiten Welle des Powerviolence. Das Genre entstand 1986 mit der Gründung der Band Infest in Los Angeles; die Definition erfolgte Anfang der 1990er Jahre durch eine Szene in Kalifornien, der Spazz neben Gruppen wie Man Is the Bastard oder No Comment federführend angehörten. Die Band setzte sich vom damals gängigen Hardcore in verschiedener Hinsicht ab – musikalisch mischten sie Grindcore-Elemente in ihre Musik, zeigten sich kulturell aufgeschlossen für die Hip-Hop- und Graffiti-Szene und distanzierten sich modisch von gängigen Punk-Normen. Als Einflüsse der Band nennt Gitarrist Bolleri Neurosis, als persönliche Einflüsse den Produzenten Bart Thurber und den Sänger der Experimental-Rock-Band Oxbow, Eugene Robinson. Spazz erfuhren anfangs viel Unterstützung aus der Straight-Edge-Szene. Eine inhaltliche Verbindung zu den Szenen des Hardcore und Grindcore, deren musikalische Schnittmenge Powerviolence bildet, war die von der Band praktizierte DIY-Ethik. Die Band war eng vernetzt und publizierte zahlreiche Tonträger auf kleinen und kleinsten Labels, oftmals als Split mit befreundeten Bands. Schlagzeuger Ward betrieb seit 1993 das immer noch existente Label 625 Thrashcore, dessen Sitz sich mittlerweile in New York befindet. Im Jahr 2000 musste Dodge nach Los Angeles umziehen, was die Band zum Anlass für ihre Auflösung nahm. 2015 veröffentlichte das schottische Indielabel Mind Ripper Collective das Kompilationsalbum Spazzin to the Oldies, auf dem 26 Bands der Genres Powerviolence, Noise, Crustcore und Punk Lieder von Spazz covern.
Ward ist gegenwärtig immer noch als Inhaber von 625 Thrashcore tätig. Er ist hauptberuflich als Geschichts-Assistenzprofessor am Middlebury College beschäftigt und spielt in seiner Freizeit Schlagzeug in der Powerviolence-Band What Happens Next. Gitarrist Bolleri ist mittlerweile unter dem Namen „DJ Eons One“ Produzent von Hip-Hop-Musik und Mitglied des Hip-Hop-Duos Grand Invincible, außerdem spielt er in der Hardcoreband Funeral Shock. Dodge spielt Bass in der Hardcoreband Burn Your Bridges.

## Stil und Bedeutung
Die drei Mitglieder waren in der kalifornischen Hardcoreszene verortet, waren sich jedoch von Beginn an einig, schablonenhafte Songstrukturen vermeiden zu wollen. Sie experimentierten deshalb mit Songstrukturen, Tempiwechseln und Samples und verwendeten gelegentlich ungewöhnliche Instrumente. Für eine Band dieses musikalischen Spektrums ungewöhnlich war die Öffnung hin zum Hip Hop; für das Album La Revancha steuerte beispielsweise Kool Keith ein Sample bei. Ein weiteres prägendes Element der Musik von Spazz war, dass Bolleri, Dodge und Ward allesamt als Sänger tätig waren und sich während der Lieder beim Singen abwechseln. In den Medien werden vielfach die humorvollen und mitunter verworrenen Texte der Spazz-Songs hervorgehoben; das humorvolle Element wurde laut der Band nicht geplant eingesetzt, sondern ergab sich aus der textlichen Beschreibung von Alltagserfahrungen oder war dazu gedacht „uns selbst damit zu unterhalten“.
Mason Adams bezeichnete für das Vice-Magazin die Musik als vor 20 Jahren „wegweisend“ für das Powerviolence-Genre, während sie heute für den Hörer klinge wie „zu einer kernigen Essenz destillierter Hardcore, bepackt mit (…) Humor und Funk“. Das Noisecreep-Magazin bezeichnete Spazz als „eine der einflussreichsten Bands der (kalifornischen) Punk- und Hardcoreszenen“, die heute noch als Vorbild für Hardcorebands der Region gelte. Tony Shrum vom New-Noise-Magazin hielt fest, dass Spazz „Powerviolence definiert“ hätten und dass die Band gleichzeitig „einschüchtere und inspiriere“. PunkNews bezeichnete Spazz anlässlich einer Rezension des Albums Crush Kill Destroy als „die Original Gangsters des West-Coast-Powerviolence“ und analysierte, dass sie den Sound von Bands der ersten Welle des Powerviolence wie Crossed Out und No Comment als Basis nähmen, eine einzigartige Mischung selbstreferenziellen Humors hinzufügten und so ein heiteres aber brutales Genre kreieren würden. Das Ox-Fanzine schrieb, Spazz habe „extremen Hardcore definiert“ und „Maßstäbe in der brutalsten Form des Hardcore gesetzt“, und definierte die Musik als „basslastigen, (…) abwechslungsreichen Knüppel-Hardcore“.

„Samples aus Kung-Fu-Filmen, Skateboard-Videos, Hip Hop, Fernsehen und B-Movies dienen dazu, 40- bis 70-sekündige Explosionen metallischen Hardcores aufzubrechen, die wie eine Flipperkugel im Schädel herumspringen und deren Titel perfekte Sprüche für eine Klotür abgeben.“

„Wütendes Geknurre über den Zerfall der Gesellschaft und korrupte Institutionen wurde über fette Riffs geschrien, die genüsslich in Einflüssen von Hardcore, D-Beat, Crust und Grindcore baden.“

## Diskografie
- 1993: Spazz (EP, Slap A Ham Records)
- 1994: Dwarf Jester Rising (Clearview Records)
- 1997: La Revancha (Sound Pollution Records)
- 1999: Crush Kill Destroy (Slap A Ham)

### Split-Veröffentlichungen
- 1994: Split-7" mit Floor (Bovine Records)
- 1994: Split-7" mit Rupture (Sludge Records)
- 1995: Split-Album mit Subversion (Deported Records)
- 1995: Split-7" mit Charles Bronson (625 Thrashcore)
- 1995: Split-7" mit C.F.D.L. (Slap A Ham)
- 1996: Split-Album mit Romantic Gorilla (Sound Pollution)
- 1996: Split-7" mit Brutal Truth (Bovine)
- 1996: Split-7" mit Toast (HG Facts)
- 1996: Split-7" mit Jimmie Walker (Slap A Ham)
- 1997: Split-7" mit Black Army Jacket (Dogprint Records)
- 1997: Skinny Top, Heavy Bottom (Split-5" mit Gob, 702 Records)
- 1997: Double Whammy (Split-7" mit Lack of Interest, Deep Six Records)
- 1997: Split-7" mit Slobber (Sacapuntas)
- 1997: Split-7" mit Hirax (Theologian Records)
- 1997: Split-7" mit Öpstand (Coalition Records)
- 1997: Split-7" mit Monster X (Reservoir)
- 1998: Split-7" mit 25 Ta Life (Edison Recordings)